# Gergely barát
Gergely barát (más néven: Magyarországi Gergely; latinul: Gregorius de Hungaria; 14. század), szerzetes, a pápai küldöttség tagja, az egyik első magyar utazó, aki eljutott a Távol-Keletre.

## Utazása
XII. Benedek pápa 1338-ban a firenzei származású Giovanni Marignoli vezetésével küldöttséget menesztett Kelet-Ázsiába. A küldöttség tagja volt Gergely barát is. Niccolo Molano olasz és Niccolas Bonet francia szerzetesek társaságában 1339 márciusában Nápolyban találkozott a tatárok képviselőivel. Konstantinápolyon keresztül hajóztak a Krím-félszigeten található Kaffába (mostani nevén Feodoszija), majd a kipcsak tatárok területein haladtak tovább Üzbég kán hadiszállására. 1339–1340 telét a Volga mentén, Szaraj városában töltötték, de mihelyt felmelegedett az idő, folytatták tovább útjukat kelet felé. A következő telet Almalik városában vészelték át, majd pedig 1341 végén érkeztek a nagykán szálláshelyére, Khambalikba, a mai Pekingbe. Küldöttségüket a mongolok barátságosan fogadták. Öt esztendőt töltöttek a Jüan-birodalomban, majd 1346-ban visszaindultak Európába. A Sárga-folyón átkelve útba ejtették Hangcsout, és Zaitonban, a mai Hsziamenben szálltak hajóra. Innen először az indiai Qilonba (1349) vitorláztak, s Hormuz, Moszul, valamint Ciprus érintésével végül 1353 végén érkeztek meg Avignonba.

## Jelentősége
A küldetésről beszámoló forrásművek elsősorban Marignoli személyére fókuszálnak, ezért Gergely barát életrajzával kapcsolatban szinte nincsenek is megbízható adatok. Ennek ellenére Gergely barát a Távol-Keletre, a mai Kínába és Indiába eljutott első magyar utazók egyike. 